# آتریوم

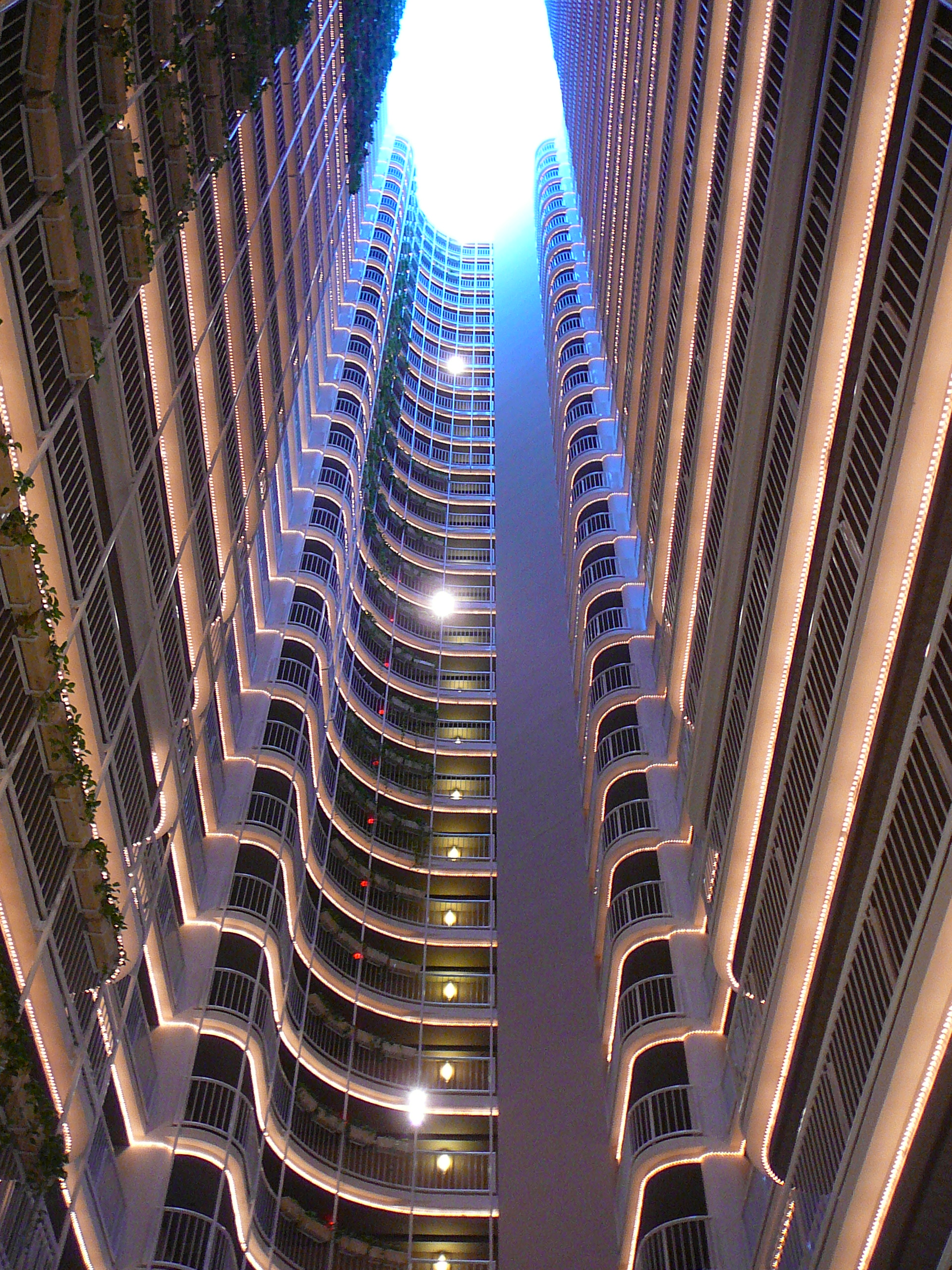
نمایی از آتریوم هتل گرند دابلتری میامی، فلوریدا

در معماری آتریوم (انگلیسی: Atrium، واژهٔ لاتین که جمع آن ایتریا است) به فضای بزرگ و باز میان ساختمان گفته می‌شود. آتریوم یکی از بیشترین استفاده‌ها را در خانه‌های روم باستان به منظور تعبیهٔ نور لازم و تهویهٔ داخلی داشته‌است. آتریوم‌های امروزی که از اواخر قرن نوزدهم و بیستم گسترش پیدا کردند معمولاً دارای چندین طبقه ارتفاع و یک سقف شیشه‌ای با پنجره‌های بزرگ هستند که اغلب بلافاصله پس از ورودی اصلی قرار گرفته‌اند. آتریوم‌ها به‌دلیل ایجاد حس باز بودن فضا و نور از محبوب‌ترین طرح‌ها شناخته می‌شوند. مهار آتش یکی از اصلی‌ترین چالش‌های طراحی آتریوم‌ها است زیرا طراحی ضعیف آن‌ها می‌تواند اجازهٔ سرایت سریع آتش به طبقات بالایی را بدهد.